# Polluted Inheritance
Polluted Inheritance war eine niederländische Technical-Death-Metal-Band aus Terneuzen, Zeeland, die im Jahr 1989 gegründet wurde und sich im Jahr 2008 wieder trennte.

## Geschichte
Die Band wurde im August 1989 von Schlagzeuger Friso van Wijck und Bassist Menno de Fouw (beide von der zuvor aufgelösten Band Sacrament) und den Gitarristen Ronald Camonier und Erwin Wesdorp (zuvor bei Pollution) gegründet. Im Jahr 1990 stieß noch Sänger Jean-Paul Hoorman zur Band. Zusammen nahmen sie ihre ersten beiden Demokassetten auf. Im Folgejahr veröffentlichte die Band ihr erstes Demo. Es enthielt sechs Lieder und erhielt den Namen Afterlife. Dadurch erregte sie die Aufmerksamkeit von West Virginia Records und unterschrieb dort einen Vertrag. Die Band war sowohl auf der Kompilation No Control… About Your Feelings von DSFA Records als auch auf der Kompilation Cries of the Unborn von West Virginia Records zu hören. Auf letzterer war die Band mit fünf der sechs Lieder von dem Demo Afterlife vertreten. Im Jahr 1992 verließ Sänger Hoorman die Band, sodass Gitarrist Ronald Camonier nun auch die Rolle des Sängers übernahm.
Im September 1992 nahm sie ihr Debütalbum namens Ecocide auf und veröffentlichte das Album im selben Jahr. Kurz nach der Veröffentlichung des Albums ging das Label West Virginia Records bankrott, sodass die Band wieder ohne die Unterstützung eines Labels war. In den Folgejahren arbeitete die Band an neuem Material und veröffentlichte im April 1994 ein neues Demo. Lieder des Demos waren auf der Kompilation Paradise of the Underground von DSFA Records zu hören. Polluted Inheritance spielte die Jahre über mit vielen Bands wie Sodom, Antropomorphia, Phlebotomized, Sick of It All, Ancient Rites Sadist, Gorefest, Dead Head, Suffocation, Chemical Breath, Acrostichon, The Gathering oder S.O.B.
Im Jahr 1996 unterschrieb die Band einen Vertrag bei DSFA Records. Im April wurde das Album Betrayed veröffentlicht. Am Ende des Jahres folgten einige Auftritte mit der niederländischen Band Orphanage. Kurz nach der Veröffentlichung des Albums trennte sich die Band wieder von ihrem Label. In den Folgejahren entwickelte die Band neue Stücke und nahm im Januar 2001 das Album Into Darkness auf. Im April 2001 hatte Bassist Menno de Fouw im niederländischen Vlissingen seinen letzten Auftritt. Einen Monat später wurde er durch Steven Vrieswijk ersetzt. Einige Monate später erreichte die Band einen Vertrag mit Rokarola Records. Im November 2001 wurde Into Darkness bei dem Label veröffentlicht.
Am 31. August 2008 gab die Band auf ihrem Myspace-Weblog ihre Auflösung bekannt.

## Stil
Polluted Inheritance spielt typischen Technical Death Metal. Auf ihrer Myspace-Seite werden Bands wie Death, Morbid Angel, Dark Angel, Nasty Savage und Atheist als ihre Haupteinflüsse angegeben.

## Diskografie
- 1991: After Life (Demo, Eigenveröffentlichung)
- 1992: Ecocide (Album, West Virginia Records)
- 1994: Demo 94 (Demo, Eigenveröffentlichung)
- 1996: Betrayed (Album, DSFA Records)
- 2001: Into Darkness (Album, Rokarola Records)